# Communauté de communes du Pays de la Marche
La communauté de communes du Pays de la Marche est une communauté de communes française, située dans le département de l'Orne et la région Basse-Normandie.

## Histoire
La communauté de communes du Pays de la Marche a été créée le 28 décembre 1995. Elle regroupait déjà treize communes et comptait 2 636 habitants.
Présidée, lors de sa création, par Rolland Besnard, maire de Saint-Martin-des-Pézerits, elle subit quelques changements en février 2000, en raison de la démission de ce dernier. Jean-Guy Grandin, conseiller municipal de Saint-Hilaire-sur-Risle, lui succède alors et est réélu à la présidence du conseil de communauté en avril 2001. À la suite des élections municipales de 2008, c'est le maire de Brethel, Daniel Marie, qui devient président.
Ce conseil, outre le président, se composait de quatre vice-présidents et de vingt-quatre conseillers communautaires, soient vingt-neuf membres, au total.
Au 1er janvier 2013, la communauté de communes du Pays de la Marche a fusionné avec la communauté de communes du Pays de L'Aigle avec intégration de la commune des Aspres. Elle est intégrée dans la nouvelle intercommunalité appelée communauté de communes des Pays de L'Aigle et de la Marche,.

## Composition
Jusqu'au 31 décembre 2012, elle regroupait treize communes du département de l'Orne, toutes du canton de Moulins-la-Marche :
1. Auguaise
2. Bonnefoi
3. Bonsmoulins
4. Brethel
5. Fay
6. La Ferrière-au-Doyen
7. Les Genettes
8. Mahéru
9. Le Ménil-Bérard
10. Moulins-la-Marche
11. Saint-Aquilin-de-Corbion
12. Saint-Hilaire-sur-Risle
13. Saint-Martin-des-Pézerits

## Administration
| Période                                  | Période       | Identité         | Étiquette | Qualité                                         |
| ---------------------------------------- | ------------- | ---------------- | --------- | ----------------------------------------------- |
| 1996                                     | février 2000  | Roland Besnard   |           | Maire de Saint-Martin-des-Pézerits              |
| février 2000                             | avril 2008    | Jean-Guy Grandin | PS        | Conseiller municipal de Saint-Hilaire-sur-Risle |
| avril 2008                               | décembre 2012 | Daniel Marie     |           | Maire de Brethel                                |
| Les données manquantes sont à compléter. |               |                  |           |                                                 |